# 1099
1099 (MXCIX) var ett normalår som började en lördag i den julianska kalendern.

## Händelser

### Juli
- Juli – Jerusalems belägring under det Första korståget:
  - 8 juli – 15.000 svältande kristna soldater marscherar runt Jerusalem medan stadens muslimska försvarare hånar dem.
  - 15 juli – De kristna trupperna ledda av Godfrey av Bouillon, Robert II av Flandern, Raymond IV av Toulouse och Tancred erövrar Jerusalem efter en svår belägring. Kungariket Jerusalem bildas.[1]

### Augusti
- 12 augusti – Korsfararna besegrar fatimiderna i Slaget vid Ascalon.
- 13 augusti – Sedan Urban II har avlidit två veckor tidigare väljs Ranierius till påve och tar namnet Paschalis II.

## Födda
- Olav Magnusson, kung av Norge 1103–1115.

## Avlidna
- 10 juli – Rodrigo Diaz, kastiliansk härförare och administratör känd som El Cid.
- 29 juli – Urban II, född Odo av Lagery, påve sedan 1088.[2]
- Donald III Bane, kung av Skottland 1093–1094 och 1094–1097.

### Fotnoter
1. ↑  ”http://www.worldstatesmen.org/Israel_Jerusalem.html” (på engelska). Jerusalem. http://www.worldstatesmen.org/Catholic.html. Läst 23 november 2012.
2. ↑  ”Roman Catholic Church” (på engelska). World Statesmen. http://www.worldstatesmen.org/Catholic.html. Läst 23 november 2012.